# Tenley Albright
Pour les articles homonymes, voir Albright.
Tenley Emma Albright (née le 18 juillet 1935 à Newton Centre, Massachusetts), est une patineuse artistique américaine. Elle a été la première patineuse américaine à gagner l'or olympique, aux Jeux olympiques d'hiver de 1956. Elle a également été cinq fois championne des États-Unis entre 1952 et 1956 ainsi que championne du monde en 1953 et 1955.

## Biographie

### Jeunesse et formation
Tenley Albright est née le 18 juillet 1935, à Newton Centre, dans l'État du Massachusetts à proximité de la ville de Boston. Elle est l'enfant ainée de Holis Albright qui exerce le métier de chirurgien généraliste et de Elin Peterson Albright, mère au foyer, son frère cadet est Niles Albright qui adulte deviendra chirurgien et patineur,.

### Le retrait
Albright s'est retirée de la compétition amateur après la saison 1955-1956. Contrairement aux autres patineurs d'élite, elle n'a jamais patiné en tant que professionnelle. Elle a intégré le collège Radcliffe en 1953, et après son triomphe olympique en 1956, elle s'est consacrée à ses études. Albright est diplômée de la Harvard Medical School en 1961, et devient chirurgienne.

### Hommage
Tenley Albright entre au Temple de la renommée du patinage artistique américain en 1976.

## Palmarès
| Compétition                     | 1951 | 1952 | 1953 | 1954 | 1955 | 1956 |
| Jeux olympiques d'hiver         |      | 2e   |      |      |      | 1re  |
| Championnats du monde           | 6e   | F    | 1re  | 2e   | 1re  | 2e   |
| Championnats d'Amérique du Nord | 3e   |      | 1re  |      | 1re  |      |
| Championnats des États-Unis     | 2e   | 1re  | 1re  | 1re  | 1re  | 1re  |
| Légende : F = Forfait           |      |      |      |      |      |      |

## Pour approfondir